# پو-چی لیانگ
پو-چی لیانگ (梁普智؛ زادهٔ ۳۱ دسامبر ۱۹۳۹) یک کارگردان فیلم چینی‌الاصل اهل بریتانیا است.
از فیلم‌ها یا مجموعه‌های تلویزیونی که وی در آن‌ها نقش داشته‌است، می‌توان به پانوراما، هنگ کنگ ۱۹۴۱ و یکی از اپیزودهای ولف لیک اشاره نمود.